# Epipyropidae

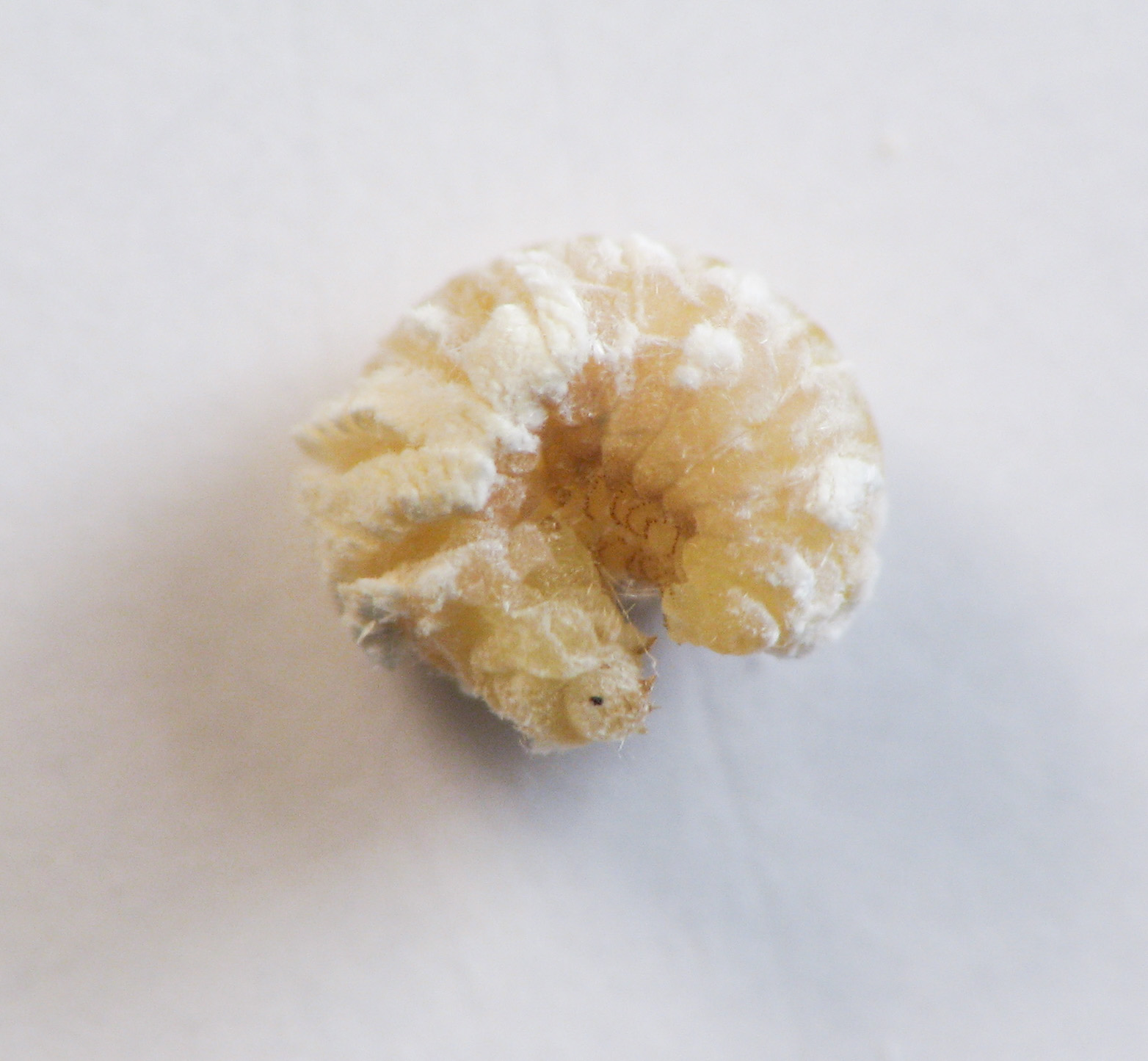
Fulgoraecia exigua, larva

Epipyropidae es una pequeña familia de lepidópteros del suborden Glossata. Esta familia, al igual que la muy cercana Cyclotornidae son únicos entre los lepidópteros en que las larvas son ectoparásitos, los hospedadores suelen ser Fulgoroidea, chupadores de savia de plantas. Hay 32 especies en el mundo, la mayoría en la India y en Australia, una sola en Norteamérica.

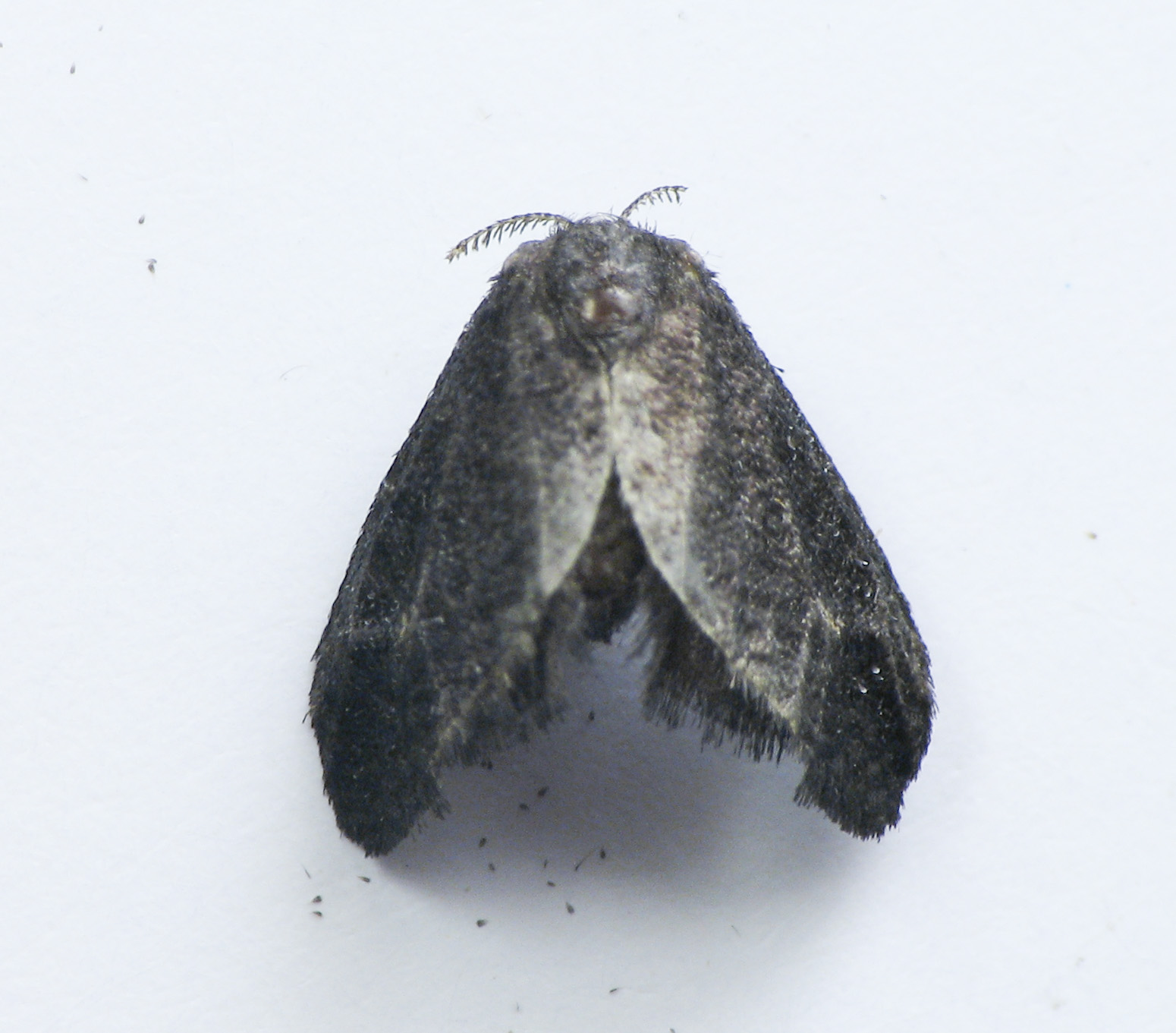
Fulgoraecia exigua, hembra

## Géneros
Agamopsyche

Anopyrops

Epieurybrachys

Epimesophantia

Epipomponia

Epiricania

Epipyrops

Fulgoraecia

Heteropsyche

Microlimax

Palaeopsyche